# 滇水道
滇水道（てんすい-どう）は中華民国北京政府により設置された雲南省の道。

## 沿革
1913年（民国2年）2月25日、清代の迤東道地区に設置され、観察使は昆明県に駐在した。下部に昆明、富民、宜良、呈貢、羅次、禄豊、易門、嵩明、晋寧、安寧、昆陽、武定、元謀、禄勧、曲靖、平彝、宣威、沾益、馬竜、陸良、羅平、尋甸、巧家、東川、昭通、永善、綏江、魯甸、大関、澂江、新興、路南、江川、鎮雄、彝良、楚雄、広通、摩芻、牟定、塩興、大姚、鎮南、姚安、塩豊の44県を管轄した。1914年（民国3年）6月24日に滇中道と改称。観察使は道尹と改められ、同時に大姚、鎮南、姚安、塩豊の4県が騰越道に移管され40県の管轄となった。1927年（民国16年）に廃止されている。

## 行政区画
廃止直前下部の40県を管轄した。（50音順）
- 安寧県
- 易門県
- 彝良県
- 永善県
- 塩興県
- 曲靖県
- 宜良県
- 元謀県
- 巧家県
- 広通県
- 江川県
- 昆明県
- 昆陽県
- 嵩明県
- 昭通県
- 新興県
- 尋甸県
- 晋寧県
- 綏江県
- 宣威県
- 沾益県
- 楚雄県
- 大関県
- 澂江県
- 鎮雄県
- 呈貢県
- 東川県
- 馬竜県
- 武定県
- 富民県
- 平彝県
- 摩芻県
- 牟定県
- 羅次県
- 羅平県
- 陸良県
- 禄勧県
- 禄豊県
- 魯甸県
- 路南県